# نادي الخالص
نادي الخالص الرياضي هو فريق كرة قدم عراقي مقره في ديالى، تأسس عام 1969، يلعب في الدوري العراقي الدرجة الثانية.